# Noordse Dorp
Noordse Dorp is een buurtschap in de gemeente Nieuwkoop, in de Nederlandse provincie Zuid-Holland. Het ligt in het oosten van de gemeente tussen Noorden en Noordse Buurt en telt 60 inwoners.
De buurtschap behoorde van oudsher tot Zevenhoven, maar was meer gericht op Noorden en Nieuwkoop.
In de buurtschap, gelegen aan de Noordsedorpsplas, staat een Nederlands-hervormde kerk en is een cafe, dat zich vooral richt op de sportvissers. Even buiten de buurtschap ontstond, met name in de jaren vijftig en zestig, een glastuinbouwgebied.

## Bekende inwoner
- Arjan van der Laan, ex-profvoetballer

Kernen: De Meije (deels) · Korteraar · Langeraar · Nieuwkoop · Nieuwveen · Noordeinde · Noorden · Noordse Dorp · Papenveer · Ter Aar · Vrouwenakker · Woerdense Verlaat · Zevenhoven

Buurtschappen: Achttienhoven · Blokland · Kerkbuurt · Kerkpad · Noordse Buurt · Pulmot · Slikkendam · Vrijhoeven · Zevenhovenseweg · Zuideinde

Zuid-Holland: Steden en dorpen      Nederland: Provincies · Gemeenten